# Rambong Payong (Peusangan Siblah Krueng)
Rambong Payong is een bestuurslaag in het regentschap Bireuen van de provincie Atjeh, Indonesië. Rambong Payong telt 375 inwoners (volkstelling 2010).